# Polythore williamsoni
Polythore williamsoni là loài chuồn chuồn trong họ Polythoridae. Loài này được Förster mô tả khoa học đầu tiên năm 1903.